# Corrado Parducci
Corrado Giuseppe Parducci (Buti, Italia; 10 de marzo de 1900 - Detroit, Estados Unidos; 22 de noviembre de 1981) fue un escultor arquitectónico italoestadounidense. Durante su carrera realizó unas 600 esculturas arquitectónicas en Detroit y otras ciudades de Míchigan, de las cuales la más destacadas se encuentran en el interior del Templo Masónico de Detroit.

## Biografía
En 1904 emigró a Nueva York y vivió en la MacDougal Street de Manhattan. A temprana edad fue patrocinado por Gertrude Vanderbilt Whitney y enviado a la escuela de arte. Asistió a la Liga de Estudiantes de Bellas Artes del Instituto de Diseño y Arte. Sus maestros incluyeron al anatomista George Bridgman y al escultor Albin Polasek.
Fue aprendiz del escultor arquitectónico Ulysses Ricci en 1917. Mientras trabajaba para él, y más tarde mientras estaba en el estudio Anthony DiLorenzo, sus olbras le llamaron la atención a Albert Kahn, 'el arquitecto de Detroit'.
En 1924 este lo contrató y Parducci viajó a Detroit, donde solo planeaba quedarse unos meses. Sin embargo, se mudó con su familia a esa ciudad y terminó allí el resto de su carrera. Durante los felices años veinte la industria automotriz estaba en auge y Parducci triunfó de inmediato: tan solo en su primer año ganó unos 56.000 dólares (cerca de 750.000 dólares de la actualidad).
Uno de sus conocidos estudios en esa ciudad estaba ubicado en Cass Ave. y Sibley St., pero ha sido demolida. Tenía ventanas altas que iluminaban su trabajo. El trabajo de Parducci se puede encontrar en muchos de los mejores edificios del área de Detroit, incluidas iglesias, escuelas, bancos, hospitales y residencias.
En los años 1920 recibió varios encargos para las fachadas e interiores de los rascacielos que se estaban construyendo en la ciudad, entre ellos el Penobscot, el Guardian y el David Stott. Pero después de la Gran Depresión de 1929 sus proyectos cambiaron y se dedicó sobre todo a las mansiones y las iglesias.
Sus esculturas se pueden encontrar en la mayoría de las principales ciudades de Míchigan, incluidas Ann Arbor, Dearborn, Flint, Grand Rapids, Jackson, Kalamazoo, Marquette, Royal Oak, Saginaw e Ypsilanti. Al final de su larga y productiva carrera, los esfuerzos de Parducci adornaron alrededor de 600 edificios.
La última comisión que completó fue un retrato del arquitecto Henry Hobson Richardson en un entorno románico tallado en un dintel en la cámara del Capitolio del estado de Nueva York en Albany, en 1980.
Aunque trabajó en muchos estilos, especialmente románico, clásico, renacentista e incluso azteca-maya-pueblo deco, fue su pionero del estilo greco deco por el que es mejor recordado.

## Algunos edificios con obras de Parducci
- Buhl Building (1925)
- Penobscot Building (1928)
- David Stott Building (1929)
- Templo Masónico de Detroit (1926)
- Fisher Building (1929)
- Guardian Building (1929)
- Basílica del Santuario Nacional de la Pequeña Flor (años 1930 - años 1940)
- Catedral del Santísimo Sacramento (años 1940 - años 1950)
- Universidad de Detroit Misericordia

## Galería

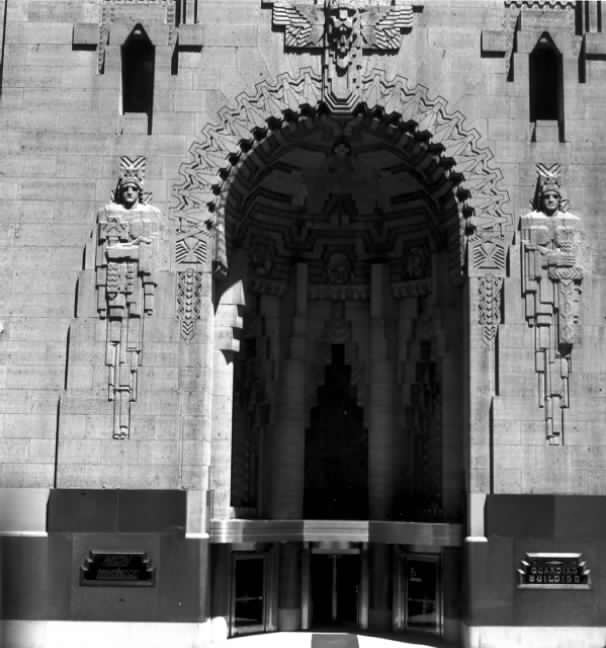
Entrada principal del Guardian Building
Relieve en el Palacio de Justicia de los Estados Unidos Theodore Levin
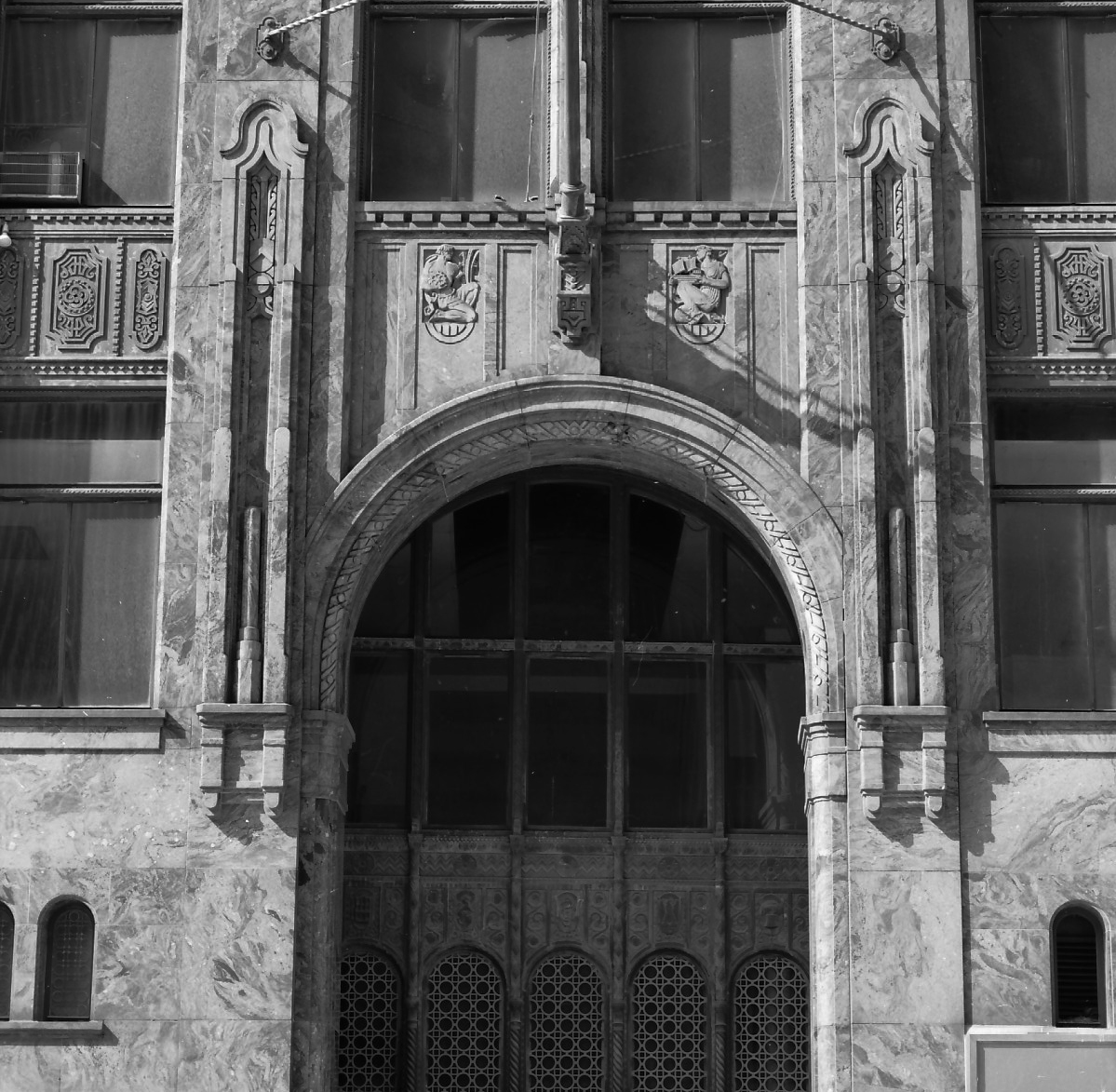
Fachada del David Stott Building
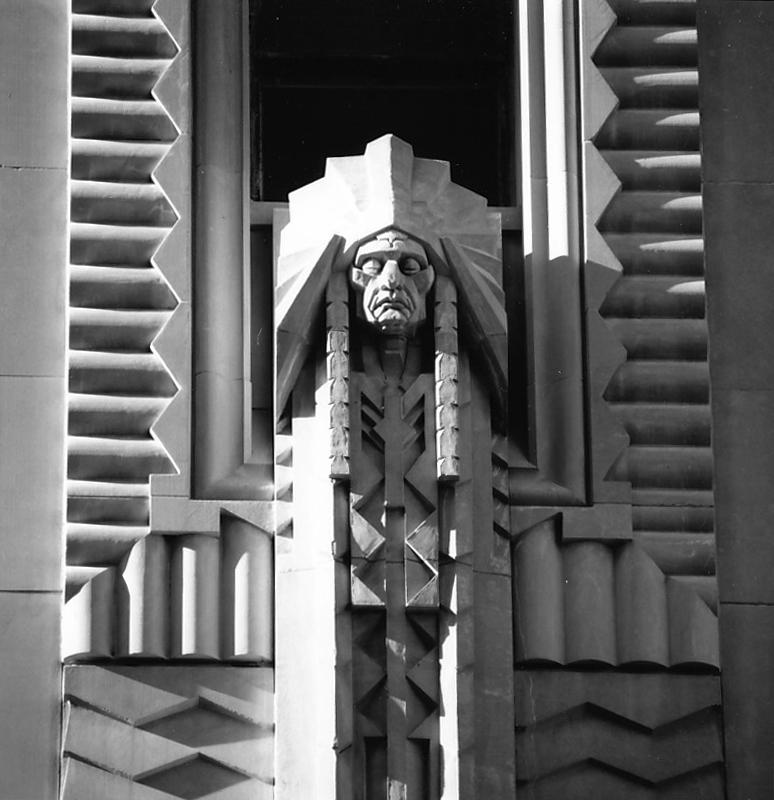
Figura en el Penobscot Building
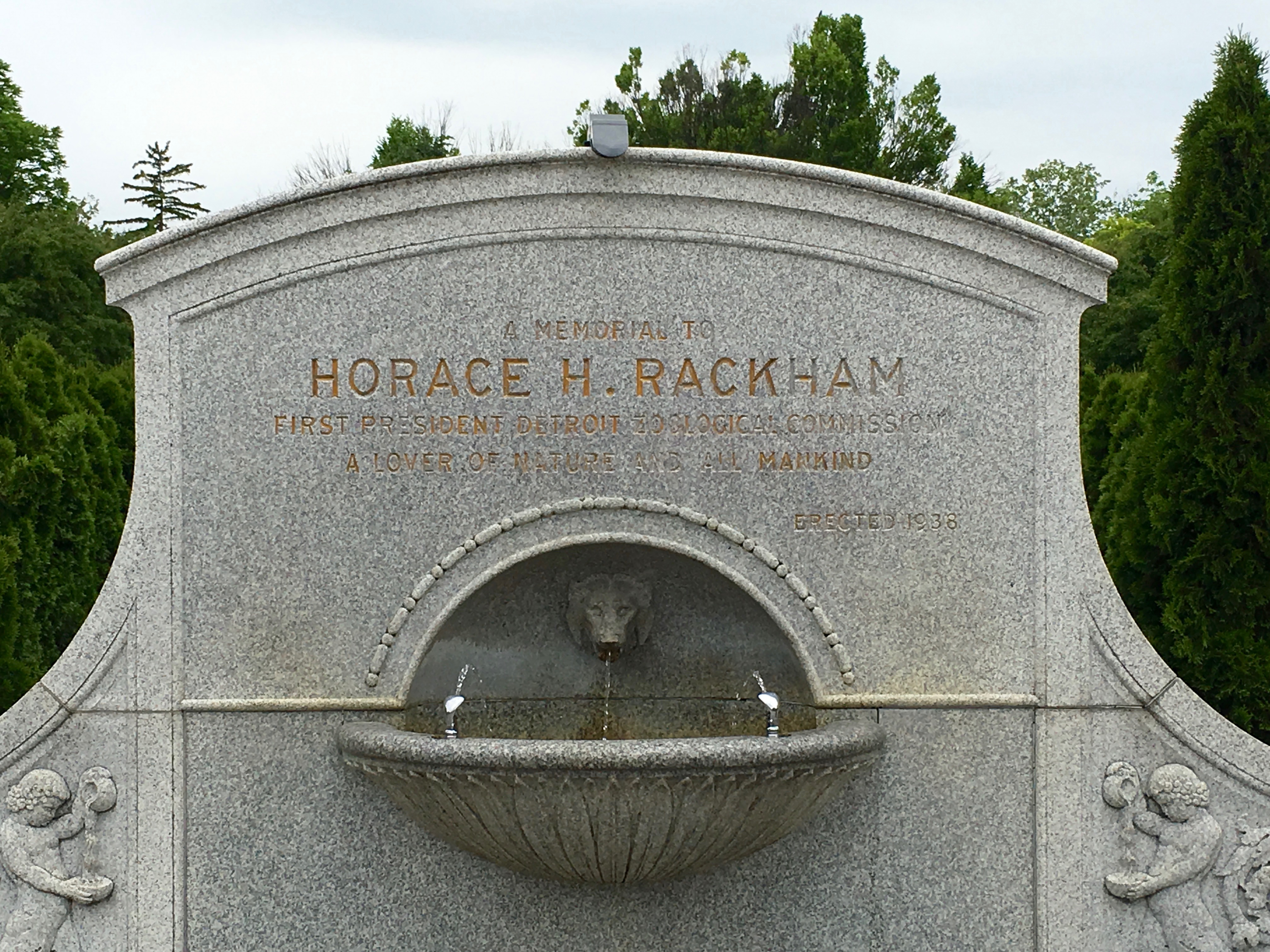
Fuente conmemortiva Horace H. Rackham
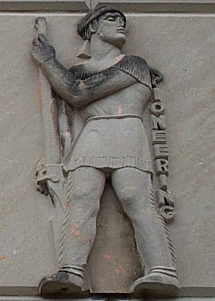
Relieve en el auditorio de la Escuela J.W. Sexton
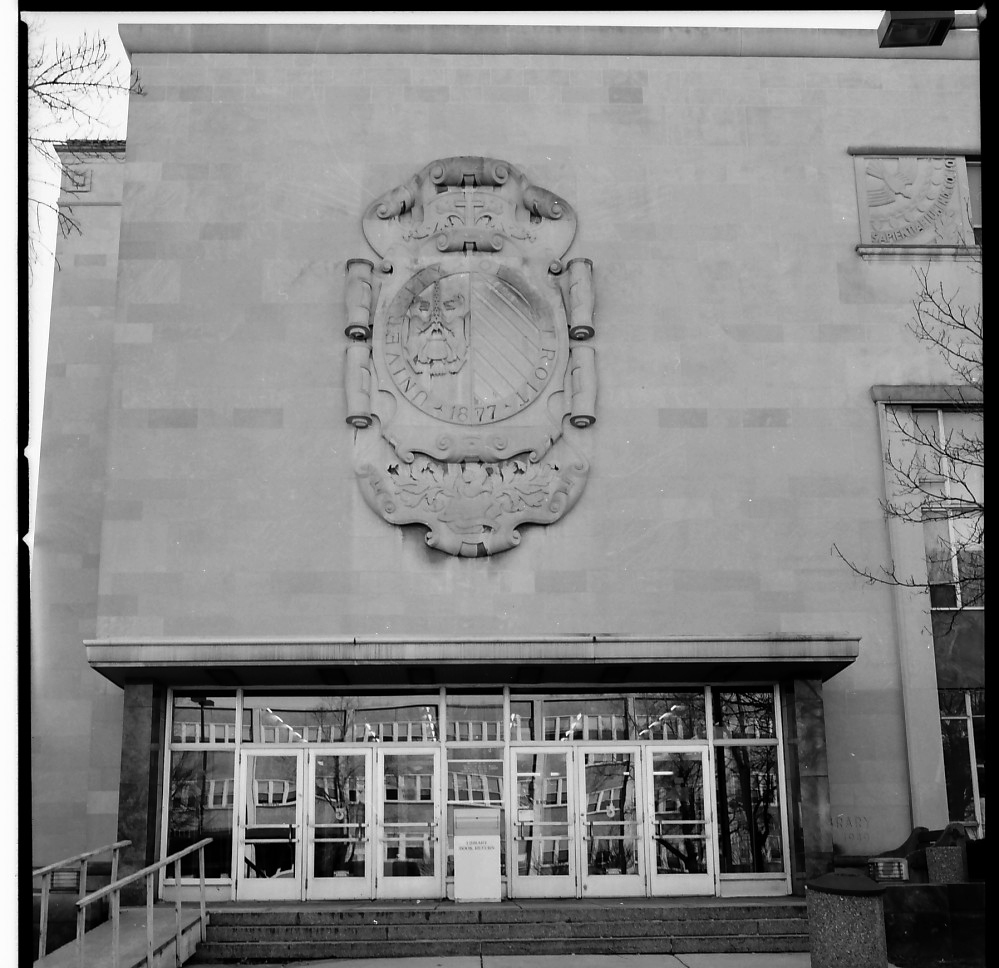
Escudo de la Universidad de Detroit Misericordia
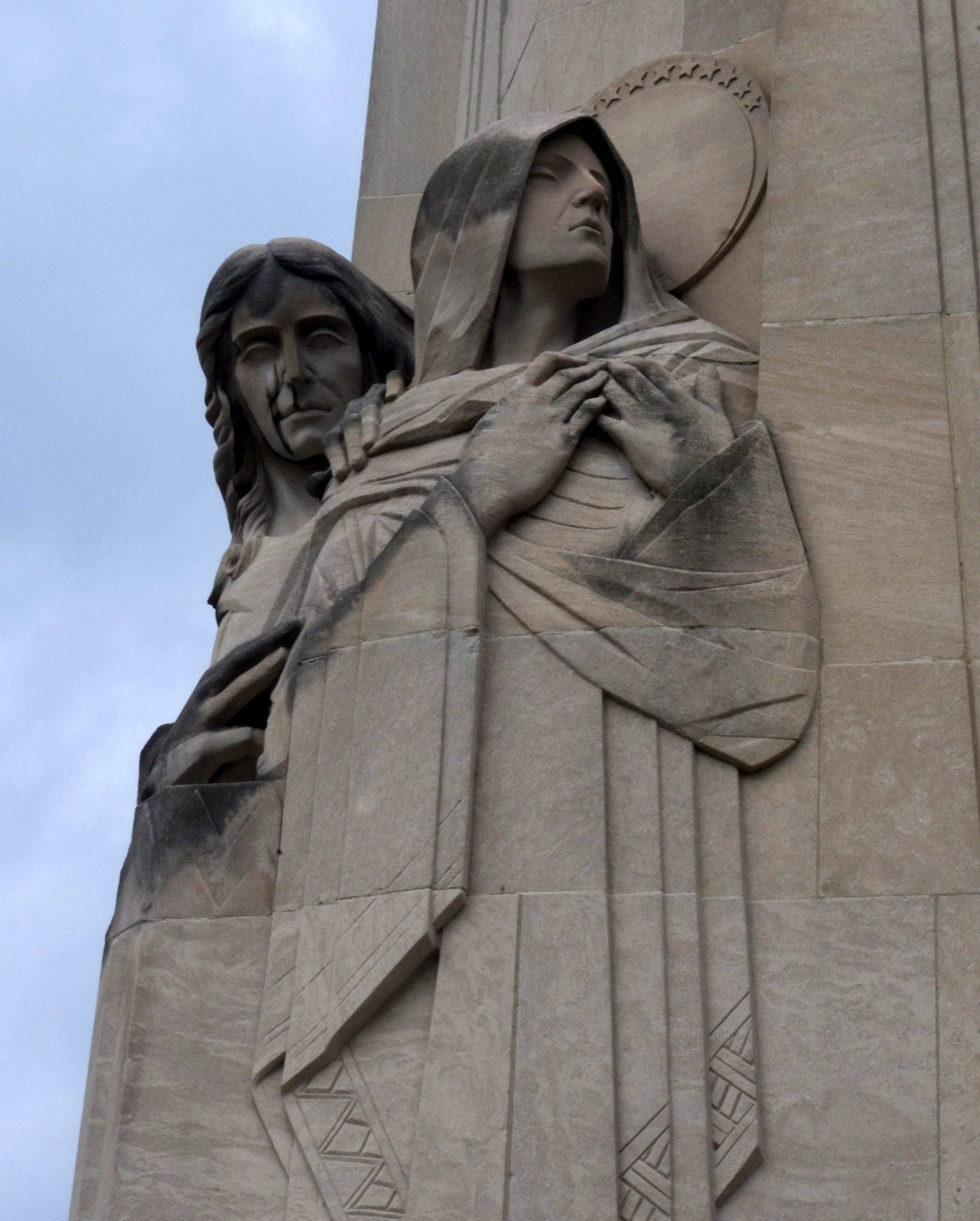
Esculturas en la Basílica del Santuario Nacional de la Pequeña Flor